# Frédéric IV d'Oettingen
Frédéric IV d'Oettingen (mort le 19 septembre 1415 à Eichstätt) est prince-évêque d'Eichstätt de 1383 à sa mort.

## Biographie
Frédéric IV d'Oettingen est issu de la dynastie souabe-franconienne de la Maison d'Oettingen. Son nom est aussi souvent associé au titre de comte. Il est le fils de Louis X d'Oettingen et Imagina von Schaumberg. Parmi ses frères et sœurs, il y a Louis XI d'Oettingen, Hofmeister du roi Sigismond de Luxembourg et Élisabeth d'Oettingen, une dame d'honneur de l'électeur du Palatinat et du roi palatin Robert III. Il y a déjà eu un membre de la famille avec une haute dignité ecclésiastique : Siegfried von Öttingen, éphémère évêque de Bamberg en 1237.
Il étudie le droit canonique et la théologie à Padoue et à Bologne. Avant sa nomination comme évêque d'Eichstätt, il est domherr d'Eichstätt et de Wurtzbourg. Après son élection comme évêque d'Eichstätt à 23 ans, en raison de son jeune âge, il doit demander une dispense au pape Urbain VI qui la lui accorde. En février 1385, il accepte l'autorité de Venceslas de Luxembourg.
Selon la chronique de l'évêque par Wilhelm Werner von Zimmern (de), écrite en 1550, Friedrich est un amoureux des chevaux et ne lésine pas sur sa tenue de cour ; on dit cependant qu'il est extrêmement frugal pour le reste.
Au début de son épiscopat, il est beaucoup occupé par des querelles et des conflits armés dans le diocèse et avec les barons-bandits. En particulier, la région de Herrieden souffre de la guerre des princes contre la ligue des villes ; d'abord pour la ligue des cités de Souabe (de), Frédéric rejoint ensuite le camp des princes. Il réussit à battre les barons-bandits et les nobles qui violaient les droits épiscopaux. Il a des querelles avec les seigneurs d'Absberg (de), Abensberg (de), Seinsheim, Seckendorff et les burgraves de Nuremberg. Après avoir battu Wilhelm von Bebenburg en 1408 et l'exécution des 22 prisonniers, aucun autre noble franconien ne touche à son évêché.
Friedrich combat aussi les sectaires, en particulier les valdéistes. Dix d'entre eux sont exécutés à Wemding en 1394 après un procès intenté par l'évêque.
Sa politique de financement et d'acquisition est assez réussie, comme le rapporte le pontifical de Gundekar II. Il achète le château de Brunneck (de) dans la vallée de l'Anlauter (de), le château de Sandsee (de), le château de Schlosswiese (de), certaines parties du château de Wahrberg (de) et des domaines dans de nombreux endroits. Il dépense 18 000 florins pour ses travaux de construction. Son enthousiasme pour la construction est principalement pour les fortifications, qu'il construit ou améliore, par exemple le château Saint-Willibald (de), le château de Reichenau (de), le château de Hirschberg, le château de Mörnsheim (de), le château de Nassenfels (de), le château d'Arberg (de). Il poursuit également les travaux de son prédécesseur sur la nef de la cathédrale d'Eichstätt, afin qu'elle puisse être inaugurée le 13 octobre 1396. En 1411, il fait installer un ferronnerie à Obereichstätt.
Friedrich essaie de réformer son clergé. En plus d'un encadrement strict, il s'occupe de l'acquisition de livres liturgiques. Chaque année, il tient un synode diocésain. À Spalt, il réforme le monastère des chanoines. Il promeut la vénération du sacrement eucharistique et introduit la Fête-Dieu dans la ville d'Eichstätt.
Il meurt vers l'âge de 55 ans et est enterré dans le chœur Willibald de la cathédrale d'Eichstätt ; dans cette chapelle, il avait don d'un autel à sainte Barbe qu'il admirait beaucoup.